# Carlos Enrique Taboada
Carlos Enrique Taboada (Cidade do México, 18 de julho de 1929—Cidade do México, 15 de abril de 1997) é um diretor, escritor e roteirista mexicano.